# Палмер, Уильям (1811—1879)
Уи́льям (Ви́льям) Па́лмер (англ. William Palmer; 11 июня 1811 — 4 апреля 1879) — британский богослов и антиквар, англиканский священник (архидиакон) и преподаватель (затем вице-президент) колледжа Магдалины в Оксфорде (англ. Magdalen College, Oxford), позже перешедший в католичество. Занимался вопросами взаимодействия англиканской и православной церквей.

## Биография
Родился в семье знатного церковнослужителя. Образование получил в школе Рагби и колледже Магдалины в Оксфорде, куда поступил в 1826 году, а в 1830 году получил первую премию за написанное на латыни стихотворение. В 1831 году получил степень бакалавра искусств, в 1832 года был рукоположён в сан диакона, в 1833 году — степень магистра искусств. Затем на протяжении трёх лет преподавал в университете Дарема, с 1837 по 1839 год был экзаменатором в школах Оксфорда, с 1838 по 1847 год преподавал в колледже святой Магдалины. С конца 1830-х годов заинтересовался Россией и Русской православной церковью. Примкнув к партии пьюзеистов, он поставил воссоединение англиканской церкви с православной восточной задачей всей своей жизни.
Получив от англиканского епископа «общительную грамоту» (согласно правилу 33 апостольских постановлений), в которой епископ просил те церкви, которые Палмер посетит, допустить его до общения в таинствах, прибыл в Санкт-Петербург и с помощью британского посла познакомился с ведущими церковными чиновниками России, пытаясь убедить их в том, что англиканская церковь является филиалом католической. Он не был, однако, допущен к православному приобщению, пока не отрёкся от англиканства, чего Палмер не сделал. Выучив русский язык, стал изучать учение, историю и установления восточной церкви. Его усилиями в лоно православной церкви вернулась старшая дочь княгини Голицыной, эмигрировавшая в Женеву. Он обратился с просьбой о принятии в церковное общение к московскому митрополиту Филарету, который — спустя почти год после получения письма — ответил ему, что своей властью не может исполнить его желание. Осенью 1841 года Палмер вернулся в Англию, представив отчёт о своей работе епископу Карлу Бломфилду, получив от того согласие на продолжение своей деятельности.
В начале 1842 года Палмер встречался в Париже с княгиней Голицыной и, хотя и не смог убедить её вернуться в православие, сделал невозможным принятие ей причастия в англиканской церкви. После этого он приехал в Россию во второй раз и обратился с просьбой о принятии его в общение с православной церковью в Св. синод, что было встречено синодом с крайним неодобрением. Синод признал возможным принять его в общение только «по чину воссоединения с церковью инославных», то есть под условием отречения от 44 ересей, содержащихся в 39 пунктах англиканского вероисповедания. Палмер согласился признать вселенский характер православной церкви и отрёкся от 44 ересей, но не признавал их наличия в 39 пунктах, составляющих основу учения англиканской церкви, и просил назначить ему священника, который разъяснил бы ему это дело подробнее. В это время у него умер отец и он возвратился в Англию. В период после своего второго возвращения предпринял попытку гармонизировать доктрины англиканской и православной церквей.
В 1844 году, по некоторым данным, предпринял очередное путешествие в Россию и на Восток. В 1852 году вновь обращался к православной церкви с просьбой о принятии в общение, однако отказался от дальнейших переговоров сам, когда условием ему было поставлено обязательное перекрещение. Накануне Крымской войны совершил путешествие в Палестину, побывал в Иерусалиме. Зиму 1853—1854 годов провёл в Египте. Затем, потеряв надежду на церковь русскую и на церковь греческую (он обращался также к константинопольскому патриарху), отправился в Рим, где 28 февраля 1855 года перешёл в католичество. Причины, побудившие Палмера к этому переходу, изложены им в письме к графу А. П. Толстому, напечатанному в «Русском Архиве» (1894 год, № 5). В Риме он прожил остаток жизни на площади Санта-Мария-ин-Кампителли, занимался исследованиями по церковной истории. Был похоронен 8 апреля 1879 в этом же городе на кладбище Кампо Верано возле церкви Сан-Лоренцо.
Известна его работа «Дневник первого путешествия в Россию» (1840—1841 годы), изданная кардиналом Ньюманом под заглавием «Notes of a visit to the Russian Church, by the late W. Palmer» (Лондон, 1882). Работа «Schort Poeme and Hymns» (Оксфорд, 1843), посвящённая Хомякову, послужила поводом к переписке с последним, напечатанной в «Православном Обозрении» (1869 год, кн. 3). Собрал и перевёл на английский язык обширные материалы о патриархе Никоне и вместе со своими соображениями о значении деятельности Никона и последствиях его низложения напечатал их в сочинении «The patriarch and the Tsar» (Лондон, 1871—1876).